# Wilde kamina
De wilde kamina (Heteropsis flexuosa)  (Sranan kamina; Arawak mibi; in Guyana nibbi) is een hemi-epifytische klimplant.
De plant heeft een wijde verspreiding in tropisch Amerika en heeft weinig voorkeur voor de boomsoort die gekoloniseerd wordt.
De groenhartboom is mogelijk een uitzondering vanwege zijn schilferige schors.
Het is een klimplant die op de bodem van het woud ontkiemt en dan langs de stam van een boom omhoogklimt en zich vaak op hoogtes van 20 meter daar nestelt. De oorspronkelijke wortels gaan dan verloren maar de plant laat lange luchtwortels neer die soms met elkaar verknopen. De plant heeft een langwerpig tot elliptisch blad, geelgroen op het abaxiale vlak met donkere nerven aan beide zijden van het blad.
De wortels worden in het wild geoogst en gebruikt als vezelbron. Er worden matten en stoelen van vervaardigd en in Suriname waar de wortels tot 20 meter lengte kunnen bemeten ook als touw om boten mee af te meren. In Manawarin, een dorpje in Guyana is deze nijverheid de belangrijkste bron van inkomsten.
De soort wordt in Brazilië als kwetsbaar gezien wegens intensief gebruik en komt maar in een aantal niet-aaneengesloten gebieden voor.